# Crassostrea
Crassostrea is een geslacht van tweekleppigen uit de  familie van de Ostreidae.

## Soorten
- Crassostrea aequatorialis (d'Orbigny, 1846)
- Crassostrea angulata (Lamarck, 1819)
- Crassostrea ariakensis (Fujita, 1913)
- Crassostrea belcheri (G. B. Sowerby II, 1871)
- Crassostrea bilineata (Röding, 1798)
- Crassostrea brasiliana (Lamarck, 1819)
- Crassostrea columbiensis (Hanley, 1846)
- Crassostrea corteziensis (Hertlein, 1951)
- Crassostrea dactylena (Iredale, 1939)
- Crassostrea gigas (Thunberg, 1793)
- Crassostrea hongkongensis Lam & Morton, 2003
- Crassostrea ingens (Zittel, 1865) †
- Crassostrea mangle Amaral & Simone, 2014
- Crassostrea nippona (Seki, 1934)
- Crassostrea praia (Ihering, 1907)
- Crassostrea rhizophorae (Guilding, 1828)
- Crassostrea rivularis (Gould, 1861)
- Crassostrea sikamea (Amemiya, 1928)
- Crassostrea tulipa (Lamarck, 1819)
- Crassostrea virginica (Gmelin, 1791)